# Flughafen Naryn

i7
i11
i13
Der Flughafen Naryn (kirgisisch Нарын аэропорту, russisch Нарынский аэропорт, ICAO-Code: UCFN, RU-LID: НЫН) ist ein Flughafen bei Naryn im Osten Kirgisistans. Es werden nur inländische Ziele angeflogen.

## Geschichte
Der Flughafen wurde in den 1970er-Jahren in Betrieb genommen. Ab 1999 war er für den Flugzeugverkehr außer Betrieb.
In den 2010er-Jahren finanzierte die Aga-Khan-Stiftung eine Modernisierung des Flughafens. Diese umfasst einen Umbau, die Umzäunung des Flughafens und den Einbau moderner Flugsicherung sowie die Erweiterung der Landebahn des Flughafens. Die Gesamtkosten des Projekts belaufen sich auf 45 Millionen US-Dollar.

## Zwischenfälle
Am 23. Juni 2007 musste eine am Flughafen Tamtschi-Yssyk-Köl gestartete Jakowlew Jak-40 der Regierung Kirgisistans (Luftfahrzeugkennzeichen EX-901) auf dem Weg zum Flughafen Naryn notlanden, nachdem eines der drei Triebwerke ausfiel und ein anderes überhitzte. Das Flugzeug landete auf einer verlassenen, mit Steinen bedeckten Landebahn im Gebirge und fing Feuer.